# Минерална вода
Минерална или лековита вода, је она вода која у једном литру садржи више од једног грама растворених минералних материја. Минералне воде у којима количина минералних материја превазилази 50 грама по литру, сврставају се у растворе.

## Подела
Постоје више врста подела минералних вода, али једна од најстаријих коју је предложио Т. Мирковића 1892. године, минералне воде, по групама, дели на: сулфатне, бикарбонатне, гвожђевите и недефинисаног карактера.
У лековите минералне воде убрајају се и оне које садрже мање од 1 грам растворених минералних материја по литру, ако се одликују повећаним садржајем гасова. Такве воде се називају гасним водама, и оне се најчешће флаширају.
Ако је реч о гасним еманацијама радијума (радон), у савременој балнеологији посебно се цени и издваја доста ретка и недовољна истражена група радиоактивних лековитих вода.
Минералне воде, раствори, гасови и радиоактивне воде, које потичу из већих дубина унутрашњости Земље, често имају повишену температуру, па се такве воде називају термоминералним водама. Према температури минералне воде се деле на хладне или акротопеге и топле или акрототерме.
Хладне минералне воде, су температуре до 20°C и због пријатног укуса углавном се употребљавају за пиће. У балнеологији хладне минералне воде се примењују за лечење болести органа за варење и мокраћних канала.
Топле минералне воде или акрототерме, су воде температуре веће од 20°C, које се користе у балнео терапији код болести где је за њихово лечење потребна повишена температура (купање, облоге, орошавање, испирање). Акрототерме се могу поделити у три групе:
- хипотермалне од 20 до 34°C,
- хомеотермалне од 34 до 38°C,
- хипертермалне преко 38°C.

Доказано је да је вода из извора Нишке Бање, због своје топлоте (38,2° до 38,5°C), разноврсног хемијског састава, који поред алкалија садржи и одређене количине гвожђа, алуминијума, сулфата, нитрата и бората, и знатне радиоактивности, термоминерална вода која припада групи акротермних, радиоактивних, минералних вода.

## Минерална вода у Србији
У Србији постоји преко 700 минералних извора. Произвођачи минералне воде у Србији су: Вода Хеба, Вујић Вода, Вода Роса, Пролом Вода, Минаква, Вода Књаз Милош, Вода Ла Фантана, Вода Врњачко Врело, Вода Јазак и Троноша вода.